# Alejandro Toledo
Alejandro Celestino Toledo Manrique (n. 1945) polític i economista peruà, va ser President Constitucional de la República del Perú des del 28 de juliol de 2001 fins al 28 de juliol de 2006.

## Biografia
D'origen humil, es va vincular originalment a l'àmbit tècnic i acadèmic, des d'on va participar com a analista sobre política i economia en algunes oportunitats. Va ingressar a la política activa en fundar el partit País Posible, posteriorment Perú Possible —la legalitat de la inscripció de la qual va ser qüestionada—, participant en les eleccions generals peruanes de 1995.

### Eleccions de 2000
A les eleccions generals peruanes de 2000, Fujimori es va presentar per tercera vegada consecutiva com a candidat presidencial. A la primera volta realitzada el 9 d'abril, Fujimori va obtenir el 49,8 % dels vots davant del 40,3 % aconseguit per Toledo del partit Perú Possible, que va decidir no anar a la segona volta electoral cridant la població a votar en blanc i Fujimori es va presentar en solitari a la segona volta el 28 de maig. L'oposició va intentar evitar la juramentació de Fujimori el 28 de juliol, però no va aconseguir el seu objectiu. Durant la protesta, es va incendiar una seu del Banc de la Nació a Lima, morint-hi sis empleats.

### Presidència de Perú
Toledo va participar en les eleccions generals peruanes de 2001 contra Lourdes Flores Nano (Unitat Nacional) i Alan García, i a la segona volta electoral Toledo va derrotar Garcia per un estret marge.
El seu govern es va caracteritzar per la consolidació del desenvolupament macroeconòmic del país, fomentant la inversió estrangera, la signatura de tractats de lliure comerç i implementació de diversos projectes d'inversió en infraestructura i desenvolupament humà.
A principis d'octubre del 2001 Toledo va anunciar la revisió dels balanços econòmics, que l'Administració d'Alberto Fujimori havia maquillat, estimant el dèficit públic real en 2.000 milions de sols (571 milions de dòlars) en lloc de 1.000 milions i un creixement anual del PIB els darrers anys de l'1,9% en lloc del 3,9% i una contracció de l'1,7% el primer semestre de 2001. El 2001 va acabar amb un creixement positiu de 0,5%.
El 14 de juny de 2002 incomplint amb el seu compromís previ, el govern va adjudicar Egasa i Egasur a l'empresa Tractebel i es van aixecar les protestes massives, i el 19 de juny la comissió governamental que va arribar a Arequipa va signar una acta que va deixar sense efecte les privatitzacions.
Durant el seu mandat, Toledo va patir una crisi de governabilitat, escàndols en la seva vida personal i denúncies de corrupció contra el seu entorn, signes que van colpejar la seva popularitat fins a caure a un 6% d'aprovació per la ciutadania.

### A l'oposició
Toledo va intentar tornar a Palau de Govern sent candidat presidencial per Perú Possible les eleccions generals peruanes de 2011 i 2016, quedant en quart i vuitè lloc respectivament, i Perú Possible es va dissoldre en 2017 després d'obtenir un escàs 1,53% dels vots.

### Empresonament
S'exilià en 2017 als Estats Units, on va ser arrestat el 16 de juliol del 2019 per la petició d'extradició al Perú degut a la investigació per rebre milions de dòlars per l'adjudicació de la construcció d'una carretera a l'empresa brasilera Odebrecht, però el 19 de març de 2020 se li va concedir la llibertat sota fiança d'un milió de dòlars, i finalment el 23 d'abril de 2023 fou extradit des dels Estats Units d'Amèrica per complir 18 mesos de presó preventiva mentre és investigat per rebre milions de dòlars per l'adjudicació de la construcció d'una carretera a l'empresa brasilera Odebrecht.